# 浜田道昭
浜田 道昭（はまだ みちあき）は、日本のバイオインフォマティクス研究者。早稲田大学理工学術院先進理工学部教授、日本バイオインフォマティクス学会理事長。

## 人物・経歴
東村山市立南台小学校、柏市立中原中学校を経て、1996年3月に千葉県立東葛飾高等学校を卒業。2000年3月に東北大学理学部数学科を卒業、2002年3月には同大学大学院理学研究科数学専攻修士課程を修了し、同年4月富士総合研究所入社。2005年10月より東京工業大学（現東京科学大学）大学院総合理工学研究科知能システム科学専攻の社会人博士課程に在籍し、2009年3月に博士（理学）を取得。博士論文の研究室は渡辺澄夫研究室であった。
2010年10月1日より東京大学大学院新領域創成科学研究科情報生命科学専攻特任准教授を経て、2014年4月1日より早稲田大学理工学術院准教授に着任。
2018年4月より早稲田大学理工学術院教授となり、バイオインフォマティクス研究室を主宰。2016年10月1日より産業技術総合研究所招聘研究員（産総研・早大生体システムビッグデータ解析オープンイノベーションラボラトリ班長）、2017年4月1日より日本医科大学大学院医学研究科客員教授を兼任。2022年6月よりmRNAターゲット創薬研究機構理事。2023年より日本バイオインフォマティクス学会副理事長を務めて、2025年4月に同会の会長・理事長に選出された。

## 受賞
- 1998年：川合数学奨励賞[1]
- 1999年：青葉理学振興会奨励賞[1]
- 2008年：Oxford Journals JSBi Prize[1]
- 2010年：SIGBIO Best Paper Award[1]
- 2016年：産業技術総合研究所理事長賞（研究）[2]
- 2017年：文部科学省科学技術分野の文部科学大臣表彰若手科学者賞[2]
- 2021年：早稲田大学リサーチアワード（国際研究発信力）[2]
- 2022年：早稲田大学 次代の中核研究者[2]
- 2023年：早稲田大学ティーチングアワード[2]
- 2024年：大隈記念学術褒賞（奨励賞）[2]

## 著作
- （監修）バイオインフォマティクスシリーズ（コロナ社）
  - Vol.1：竹本和広 著『バイオインフォマティクスのための生命科学入門』、2021年11月、ISBN 978-4-339-02731-0
  - Vol.2：木立尚孝 著『生物ネットワーク解析』、2022年5月、ISBN 978-4-339-02732-7
  - Vol.3：宇田新介 著『生物統計』、2022年11月、ISBN 978-4-339-02733-4
  - Vol.4：三澤計治 著『システムバイオロジー』、2024年8月、ISBN 978-4-339-02734-1
  - Vol.5：松本拡高 著『ゲノム配列情報解析』、2025年4月、ISBN 978-4-339-02735-8
- （共著）瀬々潤, 浜田道昭 著『生命情報処理における機械学習 : 多重検定と推定量設計』（講談社）、2015年12月、ISBN 978-4061529113